# کلرزنی

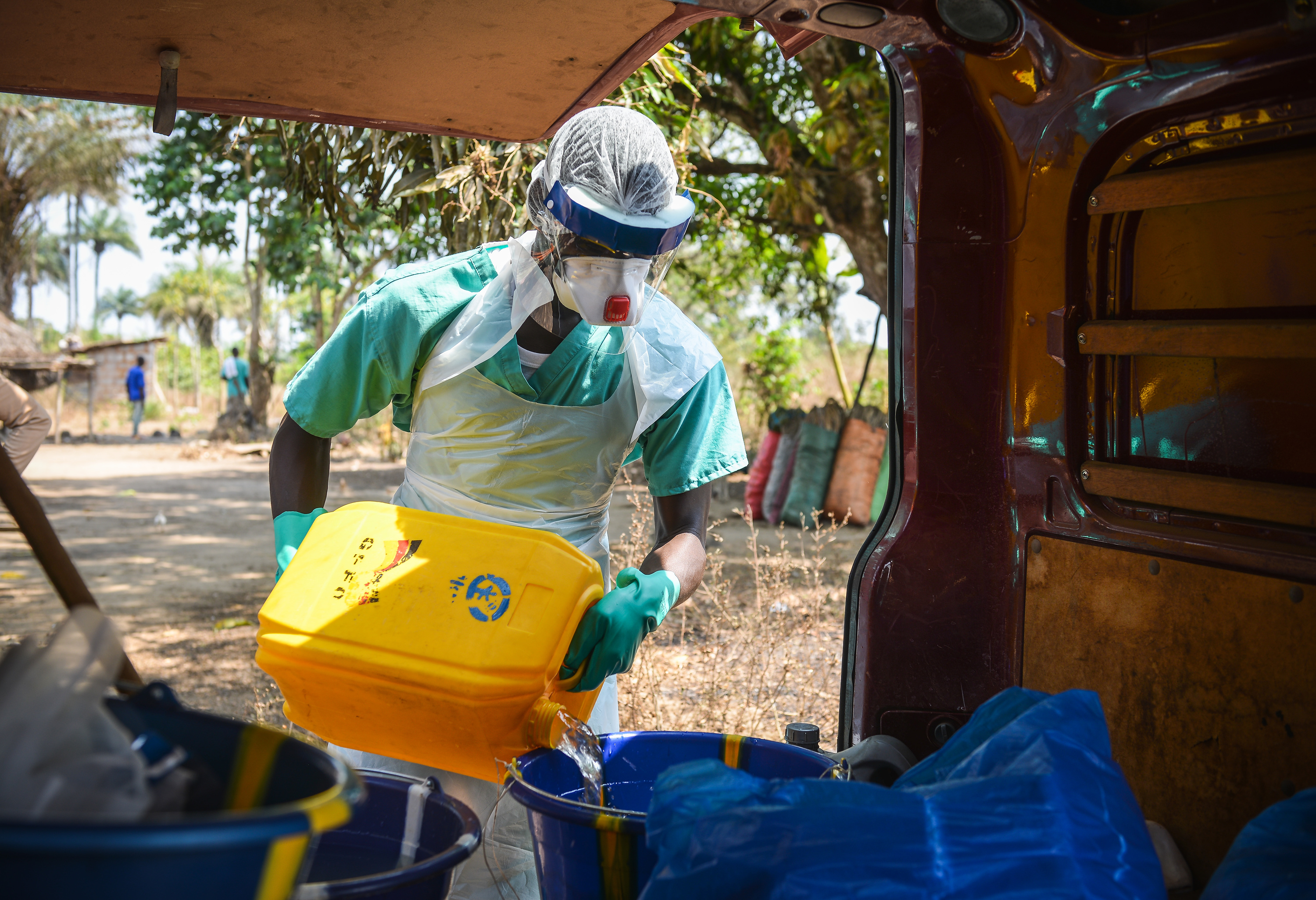
نمونه‌ای از کلرزنی در صنعت کشاورزی؛ استفاده از آب کلردار برای رفع آلودگی بیماری ویروس ابولا در ناحیه پورت لوکو، سیرالئون - ۲۰۱۵

کلرزنی یکی از شیوه‌های تصفیهٔ آب است که برای گندزدایی آن به کار می‌رود. ترکیبات کلردار برای کشتن میکروارگانیسم‌های موجود در آب مورد استفاده قرار می‌گیرند.

## بیوشیمی
کلر یکی از عناصر شیمیایی در گروه هالوژن‌ها است که به‌شدت، واکنش‌پذیر است. هنگامی‌که یک سلول زنده در معرض کلر آزاد قرار گیرد، فعل و انفعالات آنزیمی آن دچار اختلال‌شده و منجر به مرگ سلول می‌گردد. کلر معمولاً به صورت گازی (‎Cl2) یا ترکیبات هیپوکلریت (مانند کلسیم هیپوکلریت) به آب افزوده می‌شود. واکنش کلر با آب به‌صورت زیر است:
{\displaystyle Cl_{2}+H_{2}O\leftrightarrow H^{+}+Cl^{-}+HClO}
{\displaystyle HClO\leftrightarrow ClO^{-}+H^{+}}
اگر آب قلیایی باشد، تعادل دوم به سمت راست سوق می‌یابد تا کسری یون هیدروژن را تأمین کند. از آن‌جایی که هیپوکلریت اسید گندزدای قوی‌تری نسبت به یون هیپوکلریت است، قلیایی بودن آب باعث کاهش اثر گندزدایی کلر می‌شود.

## روش‌های کلرزنی
روش‌های گوناگونی برای افزودن کلر به آب وجود دارد، از جمله:
- انحلال کلسیم هیپوکلریت در آب با غلظت ۱۰٪ و افزودن محلول به آبِ در حال تصفیه پس از ته‌نشین شدن ترکیبات آهکی
- استفاده از دستگاه کلرزنی گازی: انحلال کلر گازی در آب و تزریق آن به منبع ذخیره یا لوله‌های آب شهری

## جداسازی کلر
پس از گندزدایی باید کلر اضافی باقیمانده از آب خارج شود. روش‌های زیر برای جداسازی به کار می‌روند:
- هوادهی
- افزودن مواد شیمیایی مانند سدیم تیوسولفات و گوگرد دی‌اکسید
- کربن فعال (هنگام عبور از صافی)